# Coup de Grace
Coup de Grace је четрнаести албум британског састава Стренглерс објављен октобра 1998. године.